# Марко Трачески
Марко Трачески је хришћански светитељ. Назива се још и Атинским јер је рођен у Атини. Када је завршио школовање у Атини, умрли су му родитељи. Он је помислио да је смрт и за њега неизбежна, и да се треба припремати благовремено за њу. Раздао је цело имање сиротињи и потом седо на једну даску у мору верујући у Божју помоћ и молећи се, да га Бог одведе где је Њему воља. Хришћани верују да га је Бог сачувао и довео у Ливију (или Етиопију), у планину звану Траческа. На тој планини се подвизавао Марко 95 година. Хришћани такође верују да је 30 година водио страшну борбу са злим дусима и мучио се и глађу и жеђу и мразом и жегом, да је јео земљу и пио морску воду, али да су после 30 година најжешћег страдања побеђени демони побегли од њега, а да му је анђео Божји почео сваки дан доносити храну, у виду хлеба, рибе и воћа. Пред саму смрт посетио га свети Серапион који је после и објавио житије овога Марка. Серапион кажа да га је Марко упитао, да ли сад у свету има хришћана, који кад би рекли гори овој: „дигни се одавде и баци се у море," — да се тако и деси?. У том часу покрете се планина, на којој су били попут мора. А Марко је махнуо руком и зауставио је. Пред смрт се помолио за спасење људи и преминуо. Свети Серапион такође каже да је видео анђеле де узимају душу Маркову и пружену руку са неба, која ју је прихватила. Преподобни Марко Трачески је живео 130 година и умро је око 400. године.
Српска православна црква слави га 5. априла по црквеном, а 18. априла по грегоријанском календару.